# Мельк (округ)
Мельк (нем. Bezirk Melk) — округ в Австрии. Центр округа — город Мельк. Округ входит в федеральную землю Нижняя Австрия. Занимает площадь 1.013,62 км². Население 75 287 чел. Плотность населения 74 человек/кв.км.
Официальный код округа AT121, AT124.

## Общины
1. Артштеттен-Пёбринг
2. Бергланд
3. Бишофштеттен
4. Блинденмаркт
5. Дорфштеттен
6. Дункельштайнервальд
7. Мауэр-Мельк
8. Эммерсдорф-на-Дунае
9. Эрлауф
10. Голлинг-ан-дер-Эрлауф
11. Хофамт-Приль
12. Хюрм
13. Кильб
14. Кирнберг-ан-дер-Манк
15. Клайн-Пёхларн
16. Крумнусбаум
17. Лайбен
18. Лосдорф
19. Манк
20. Марбах-на-Дунае
21. Мария-Таферль
22. Мельк
23. Гросприль
24. Мюнихрайт-Лаймбах
25. Ноймаркт-на-Ибсе
26. Нёхлинг
27. Перзенбойг-Готсдорф
28. Петценкирхен
29. Пёхларн
30. Пёгсталль
31. Раксендорф
32. Рупрехтсхофен
33. Шоллах
34. Шёнбюэль-Агсбах
35. Санкт-Леонхард-ам-Форст
36. Санкт-Мартин-Карлсбах
37. Санкт-Освальд
38. Тексингталь
39. Ибс-на-Дунае
40. Исперталь
41. Целькинг-Мацлайнсдорф

## Города и общины
1. Артштеттен-Пёбринг